# Папуга-червоногуз брунатний
Папу́га-червоногу́з брунатний (Pionus fuscus) — вид папугоподібних птахів родини папугових (Psittacidae). Мешкає в Південній Америці.

## Опис
Довжина птаха становить 26 см, вага 179-229 г. Голова тьмяно-блакитна, над дзьобом з боків червоні плями, на скронях чорні плями. Пера на горлі і потилиці мають кремово-білі краї. Пера на підборідді тьмяно-рожеві. Верхня частина тіла брунтатна, пера на ній мають бліді краї, нижня частина тіла має рожевувато-червоний відтінок. Хвіст зверху темно-синій, знизу тьмяно-червоний. Внутрішня сторона крил має яскравий фіолетово-синій відтінок, верхня сторона крила має фіолетово-синій відтінок. Очі карі, навколо очей сіруваті кільця. Дзьоб темно-сірий, біля основи жовтий, лапи сірі. Виду не притаманний статевий диморфізм. Молоді птахи мають подібне забарвлення. однак пера у них мають зеленуватий відтінок.

## Поширення і екологія
Брунатні папуги-червоногузи мешкають в центрі і на сході Венесуели (на схід від Ориноко), в Гаяні, Суринамі і Французькій Гвіані, на північному сході Бразильської Амазонії (на схід від Ріу-Бранку, на південний схід до злиття Арагуаї і Токантінса), а також в горах Сьєрра-де-Періха на кордоні Колумбії і Венесуели. Вони живуть у вологих тропічних лісах та на узліссях, іноді в заболочених лісах і саванах, уникають відкритих рівнин. Зустрічаються переважно на висоті до 600 м над рівнем моря, в горах Сьєрра-де-Періха на висоті від 100 до 1600 м над рівнем моря. Гніздяться в дуплах дерев, в кладці 3-4 білих яйця. Інкубаційний період триває 26 днів, пташенята покидають гніздо через 70 днів після вилуплення.